# Обществознание
Обществозна́ние — комплекс дисциплин, объектом исследования которых являются различные стороны жизни общества. Как учебный предмет оно включает в себя основы общественных наук (философии, социальной психологии, правоведения, экономики, политологии, и др.) и сосредотачивается на специальных знаниях, необходимых для эффективного решения наиболее типичных проблем в социальной, экономической, политической, духовной сферах жизни.
- Обществознание — это наука, которая включает в себя ряд дисциплин, изучающих общество и место человека в нём.
- Обществознание — школьный предмет, знакомящий учеников с основами общественных дисциплин. Он изучает закономерности развития всех сфер жизни государств и народов.

## Обществознание как наука
Эта область знаний включает в себя ряд дисциплин, изучающих общество с разных точек зрения.
- Социология изучает законы, по которым устроено общество; рассматривает, как взаимодействуют группы людей, из которых оно состоит.
- Культурология — наука, изучающая культуру, достижения человечества, обладающие духовной ценностью.
- Политология систематизирует знания о политическом устройстве государств, определяет особенности политического режима, функции органов государственной власти, деятельность партий и других организаций.
- Психология — наука, объясняющая устройство внутреннего мира человека, правила его взаимодействия с другими людьми.
- Философия изучает законы устройства окружающего мира, отвечает на многие вопросы, касающиеся существования человека.
- Экономика — наука, выявляющая особенности устройства хозяйственной системы государства. Она решает вопрос удовлетворения потребностей населения с помощью производства благ.
- Юриспруденция включает в себя право как систему законов и норм, контролирует их соблюдение.

Характерной особенностью курса обществознания является то, что общественные науки рассматриваются в нём не в изолированном виде, а как тесно связанные между собой дисциплины, составляющие единое целое. Можно сказать, что если каждая отдельная наука предлагает свой фрагмент знаний об обществе и человеке и свою точку зрения на него, то обществознание позволяет сложить из этих фрагментов и позиций целостную и объёмную картину социального мира.
Обществознание также рассматривается как одноимённый обобщённый школьный предмет средней школы РФ, затрагивающий разнообразные общественные темы. Фактически его преподавание является заменой отменённого предмета «обществоведение» в СССР (в значительной степени построенного на марксистско-ленинской философии с идеологическим и патриотическим воспитанием). Цель обществознания — дать учащимся представление об основных законах развития общества, познакомить с разными сферами общественной жизни, помочь им познать себя и окружающий мир.